# Tramlijn 17 (Haaglanden)
Tramlijn 17 van HTM is een tramlijn in de regio Haaglanden, in de Nederlandse provincie Zuid-Holland.

## Route en dienstregeling
De lijn verbindt de wijk Statenkwartier in stadsdeel Scheveningen via de wijken Duinoord, Zeeheldenkwartier, Kortenbos, via de NS-stations Centraal en Hollands Spoor, stadsdeel Laak, het bedrijventerrein Plaspoelpolder, door Rijswijk, langs het NS-station Rijswijk, de Haagse wijk Wateringse Veld met Wateringen.
Tramlijn 17 rijdt op werkdagen overdag iedere 15 minuten en tijdens de spitsuren en op zaterdag overdag iedere 12 minuten. 's Avonds tot 21.00 uur, zaterdagochtend na 9.00-10.00 uur en zondag is de frequentie lager, met een minimum van eens per 15 minuten. 's Avonds na 21.00 uur en de vroege weekendochtend is de frequentie nog lager met 20 minuten.

## Geschiedenis

### 1924-1926
- 15 november 1924: Lijn 17 werd ingesteld op het traject Westduinweg – Hollands Spoor. Dit was voorheen de zomerroute van lijn 10. De lijnkleuren waren rood|geel.[1]
- 31 december 1926: Lijn 17 werd opgeheven. Het traject werd overgenomen door lijn 10.

### 1927-1928
- 1 januari 1927: De tweede lijn 17 werd ingesteld op het traject Bankaplein – Stuwstraat. Het gedeelte Bankaplein – Hollands Spoor werd overgenomen van lijn 1. Ook de lijnkleuren  geel|geel werden overgenomen.[2] Volgens het tramplan 1927 zou lijn 17 door gaan rijden naar de Waalsdorperweg via de Carel van Bylandtlaan en Oostduinlaan, maar zo'n tramlijn is er nooit gekomen.
- 7 november 1927: De route werd ingekort; het eindpunt Stuwstraat werd verlegd naar het Hollands Spoor. In deze richting was echter het eindpunt voorzien in de Wouwermanstraat. Dit kwam er niet.[3]
- 18 september 1928: Lijn 17 werd opgeheven.

### 1959-1978
- 1 april 1959: De derde lijn 17 werd ingesteld op het traject Loevesteinlaan/Cannenburglaan – NS station Laan van Nieuw Oost Indië. Dit was voor het grootste deel de vroegere route van de lijnen 4 en 4A die op dezelfde dag werden opgeheven. De frequentie van lijn 17 werd over het grootste deel van de route verdubbeld door parallellijn 16.
- 30 oktober 1965: Lijn 17 werd opgeheven als onderdeel van het Plan Lehner. Lijn 16 bleef rijden en werd in frequentie verdubbeld.
- 1 januari 1978: De vierde lijn 17 werd als schouwburgtram ingesteld tussen Leidschendam Noord en het Lange Voorhout, alleen voor en na avondvoorstellingen in de Koninklijke schouwburg. In de praktijk werd de rit gereden onder het lijnnummer 6 in verband met de bepalingen in de interlokale concessie in Leidschendam die alleen voor lijn 6 golden.[4]
- 22 april 1978: Opgeheven wegens te weinig passagiers.[5]

### 1999-heden
Tussen 1962 en 1992 waren er diverse plannen voor een tramlijn naar Rijswijk Steenvoorde, vanaf het Erasmusplein en vanaf de Melis Stokelaan. Pas later kwam de huidige route in beeld. In 1992 stemde de Rijswijkse gemeenteraad in met dit plan, maar na verkiezingen wilde de nieuwe gemeenteraad  alleen een buslijn. Na onderzoek naar alternatieven bleek toch een tramlijn de beste keus. In 1995 ging de raad alsnog overstag omdat er al investeringen waren gedaan voor de lijn. Zo was de tramtunnel bij station HS ook voor deze lijn aangelegd. Uit angst voor een schadeclaim van 53 miljoen gulden van Rijkswaterstaat en de HTM stemde de raad met tegenzin toch in met een tramlijn.
- 4 januari 1999: De vijfde lijn 17 werd ingesteld op het traject Centraal Station – Plaspoelpolder/Volmerlaan waar een keerdriehoek aanwezig was.
- 23 augustus 1999: Het eindpunt van lijn 17 werd verlegd van de Plaspoelpolder naar Wateringse Veld.
- 31 mei 2001: Het eindpunt van lijn 17 werd tijdelijk verlegd van het Centraal Station naar Scheveningen Noorderstrand ter compensatie van de tijdelijk opgeheven lijn 1.
- 3 september 2001: Lijn 17 werd ingekort. Het eindpunt in Scheveningen werd verlegd naar het Statenkwartier.
- 14 december 2003: Het trajectdeel Eisenhowerlaan – Scheveningseweg – Kneuterdijk werd vervangen door het van lijn 3 overgenomen traject Stadhouderslaan – Zoutmanstraat – Hofvijver. Tevens nam lijn 17 tussen Centraal Station en Hollands Spoor de route over van lijn 12. De verlaten routes werden overgenomen door lijn 10.
- Per december 2006 zou lijn 17 veranderen in lijn 7, maar dat plan ging niet door.[7]
- 22 april 2007: Lijn 17 werd verlengd naar de keerlus aan de Dorpskade in de Wateringse wijk Essellanden.
- 30 september 2007: Het traject over de Laan van Wateringse Veld werd overgenomen door de verlengde lijn 16.
- 6 januari 2013: Lijn 17 reed een grote omleiding in beide richtingen. Dit vanwege werkzaamheden op de Bosbrug en in de Rijnstraat op het Centraal Station en bouwwerkzaamheden van een ondergrondse parkeergarage op de Veenkade en Noordwal. Lijn 17 reed na halte Statenplein via de oude route van lijn 10, daarna naar de halten Centrum, Kalvermarkt-Stadhuis en Centraal Station/Schedeldoekshaven. Daarna reed lijn 17 weer de normale route richting Wateringen. Tevens reed er een gratis mini-pendelbus 17. Die reed alleen in de wijk Zeeheldenkwartier om die bereikbaar met lijn 17 te houden. Na de zomer kwam er ook een pendelbus 17, die alleen door de stad reed.
- 15 december 2013: Lijn 17 reed tussen Statenkwartier en Gravenstraat weer zijn normale route. Pendelbus 17 werd opgeheven. Lijn 17 reed tussen Gravenstraat en Centraal Station een andere route.
- 23 december 2013: Lijn 17 reed weer zijn normale route.
- 28 april 2014: Lijn 17 reed tot 26 mei 2014 een omleiding in beide richtingen. Dit vanwege werkzaamheden op het Stationsplein en in de tramtunnel bij Station HS. Lijn 17 reed tussen de halte Rijswijkseplein en Goudriaankade de route van lijn 15 over de Rijswijkseweg waar een tijdelijke halte is voor Station HS ter hoogte van de Waldorpstraat. Na de halte Goudriaankade ging lijn 17 rechtsaf de Laakkade op (terug: Laakweg) en vervolgde dan de huidige route richting Wateringen.
- 4 juli 2015: Lijn 17 reed tot 2 mei 2016 een omleiding in beide richtingen. Dit vanwege werkzaamheden op het Tournooiveld. Lijn 17 reed na Gravenstraat via Centrum, Kalvermarkt-Stadhuis en Centraal Station/Schedeldoekshaven naar Weteringplein en vervolgens verder naar Wateringen.
- 2 mei 2016: De GTL-trams werden op lijn 17 in een keer vervangen door de nieuwe Avenio-trams. Lijn 17 is de derde tramlijn die met de nieuwe stadstram reed.[8] Daarnaast reed lijn 17 van Wateringen via Centraal Station naar het Korte Voorhout. Het traject CS/Schedeldoekshaven – Statenkwartier werd overgenomen door lijn 16.
- 30 januari 2017: Lijn 17 reed tot 3 april 2017 van Wateringen tot en met halte Weteringplein. Daarna reed lijn 17 via CS/Schedeldoekshaven naar Kalvermarkt-Stadhuis. Dit vanwege werkzaamheden op het Tournooiveld en Korte Voorhout.
- 3 april 2017: De route van lijn 17 werd verlegd. Vanuit Wateringen reed lijn 17 na halte Weteringplein via de halten Centraal Station, Korte Voorhout, Buitenhof en Centrum naar Kalvermarkt-Stadhuis als eindpunt. Na halte Kalvermarkt-Stadhuis reed lijn 17 met dezelfde route terug naar Wateringen. Tevens werd de keerdriehoek bij het Lange Voorhout opgeheven.[9]
- 1 juli 2017: Lijn 17 reed tot 29 januari 2018 een omleiding in beide richtingen. Dit vanwege een herinrichting op het Stationsplein bij Station HS. Lijn 17 reed vanuit het centrum na Rijswijkseplein via HS/Waldorpstraat en Goudriaankade, Laakkade (terug: Laakweg) naar Oudemansstraat en vervolgens verder naar Wateringen. Oorspronkelijk duurde de omleiding tot 17 december 2017, maar door onverwachte, extra werkzaamheden aan de bovenleidingsmasten en de funderingen op het tramviaduct werd de einddatum uitgesteld tot 29 januari 2018.
- 29 januari 2018: De route van lijn 17 werd vanuit Wateringen ingekort tot en met de halte Centraal Station en werd gekoppeld met lijn 15.[10]
- 9 januari 2022: De halte Treubstraat was eerst tijdelijk opgeheven. Vanaf 6 januari 2025 wordt de halte weer in gebruik genomen.
- 20 juni 2022: Na zes jaar nam lijn 17 de route tussen het Statenkwartier en Station Den Haag Centraal weer van lijn 16 over. Door werkzaamheden voor de aanpassing van de nieuwe trams reed lijn 17 tot 8 juli 2023 een omleiding tussen Gravenstraat en Obrechtstraat, via de Jan Hendrikstraat en de route van Randstadrail 3. Nabij de Boekhorststraat was een extra halte. Lijn 17 reed tot de halte Kunstmuseum, en dat was het tijdelijke eindpunt. Er werd gewerkt in de Torenstraat, Vondelstraat, Zoutmanstraat en tussen Statenplein en Van Boetzelaerlaan (eindpunt Statenkwartier). De werkzaamheden zelf duurden tot april 2023. Daarnaast werd de halte Waldeck Pyrmontkade verplaatst naar de Obrechtstraat en heeft deze straat als nieuwe haltenaam. Ook de halte Kunstmuseum/Museon is verplaatst ter hoogte van het Fotomuseum en de haltenaam is verkort tot Kunstmuseum.[11] Door uitgelopen werkzaamheden in de Gravenstraat ging de bovengenoemde routewijziging uiteindelijk in op 9 juli.
- 8 juli 2023: Lijn 17 reed weer de normale route naar het Statenkwartier en reed weer via de Torenstraat, Vondelstraat en Zoutmanstraat. De verschillen waren dat lijn 17 niet meer via een keerlus over de Frederik Hendriklaan en Prins Mauritslaan reed, maar reed in twee richtingen over de Statenlaan naar het eindpunt en werd er gebruik gemaakt van een tailtrack. De haltenaam Van Boetzelaerlaan werd gewijzigd naar Statenkwartier. De haltes Prins Mauritslaan, Frankenslag en Statenplein werden opgeheven. De haltes Van Speijkstraat en Noordwal werden verplaatst en kregen een andere haltenaam: Zoutmanstraat en Torenstraat. Ook de keerlus bij het Prins Hendrikplein werd opgeheven. Bij het nieuwe eindpunt is een dubbelsporige verbinding met lijn 11 gekomen; alleen van/naar Scheveningen. Lijn 17 zou dus zo door kunnen rijden naar Scheveningen Haven of Noorderstrand.[12]

## Voormalig toekomstplan
Vanuit Statenkwartier is een tramverbinding voorzien met het voormalig Norfolk-terrein. Van de 12 varianten kreeg uiteindelijk de variant met lijn 16/17 via de Westduinweg de voorkeur in 2017. Maar besluit tot aanleg blijft uit. Sindsdien is geen besluit tot aanleg genomen en buslijn 28 bedient de buurt Norfolk.

## Foto's

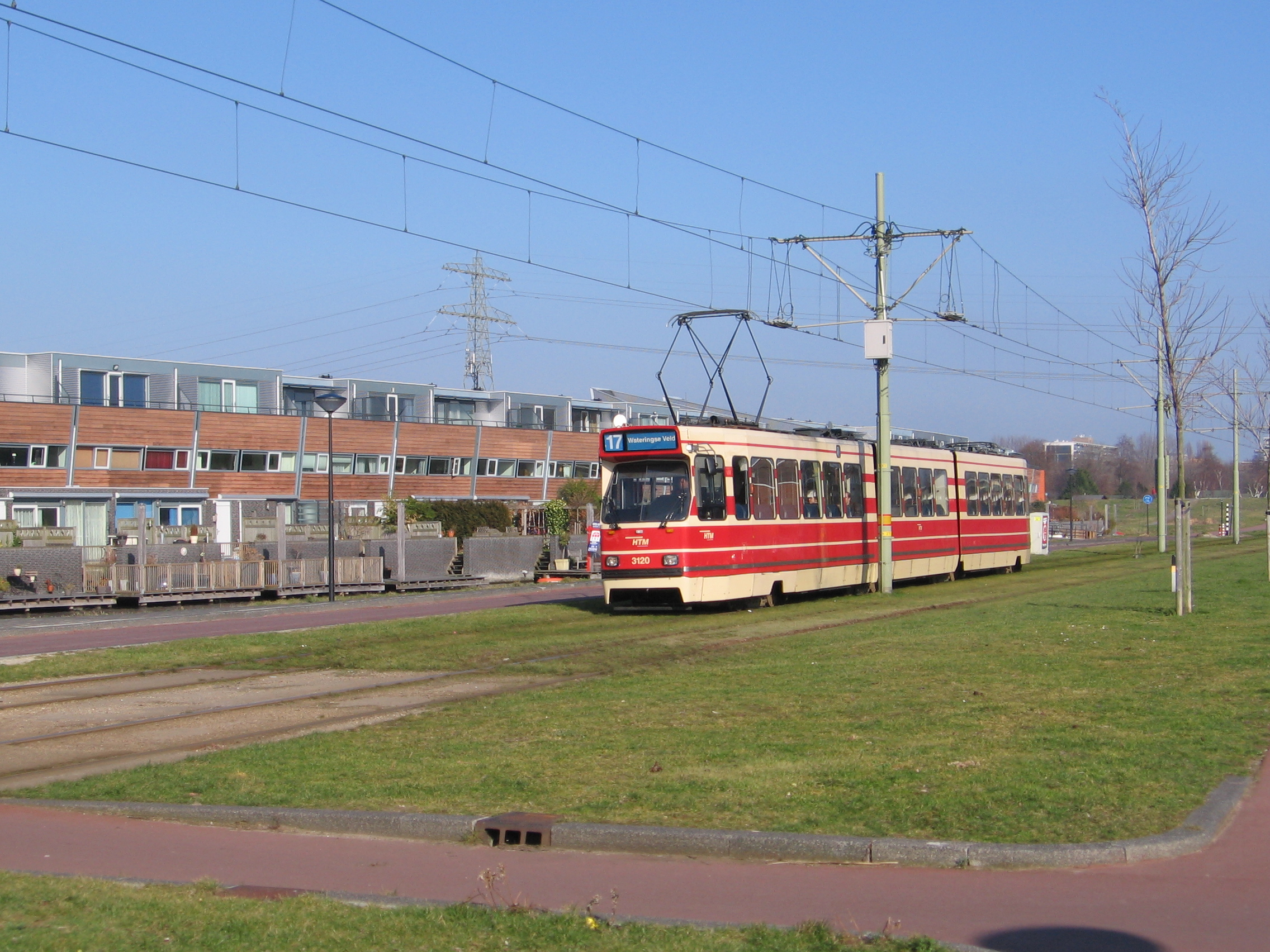
Tramlijn 17 in Wateringse Veld.
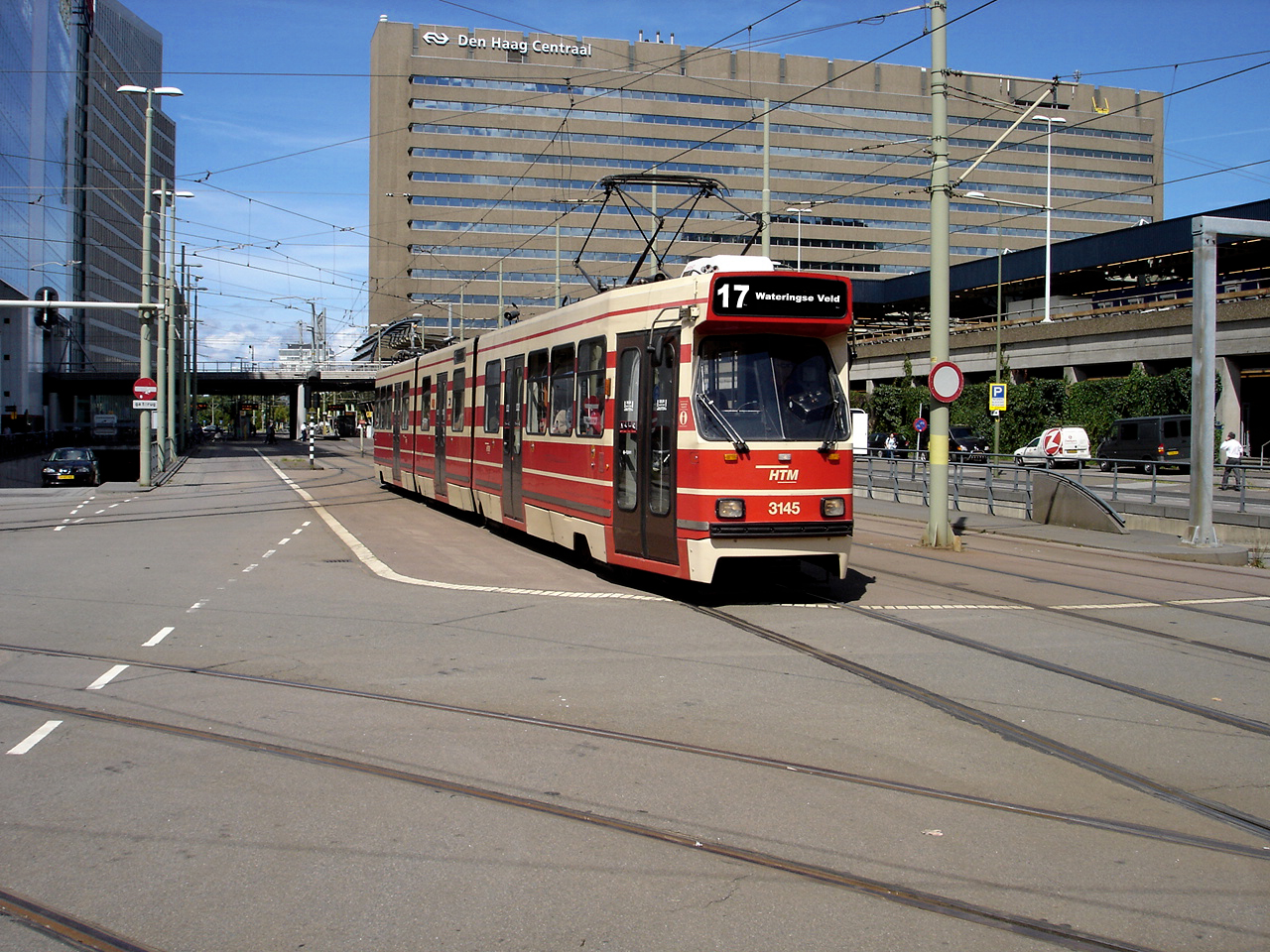
GTL 3145 in de Rijnstraat onderweg naar Wateringse Veld.
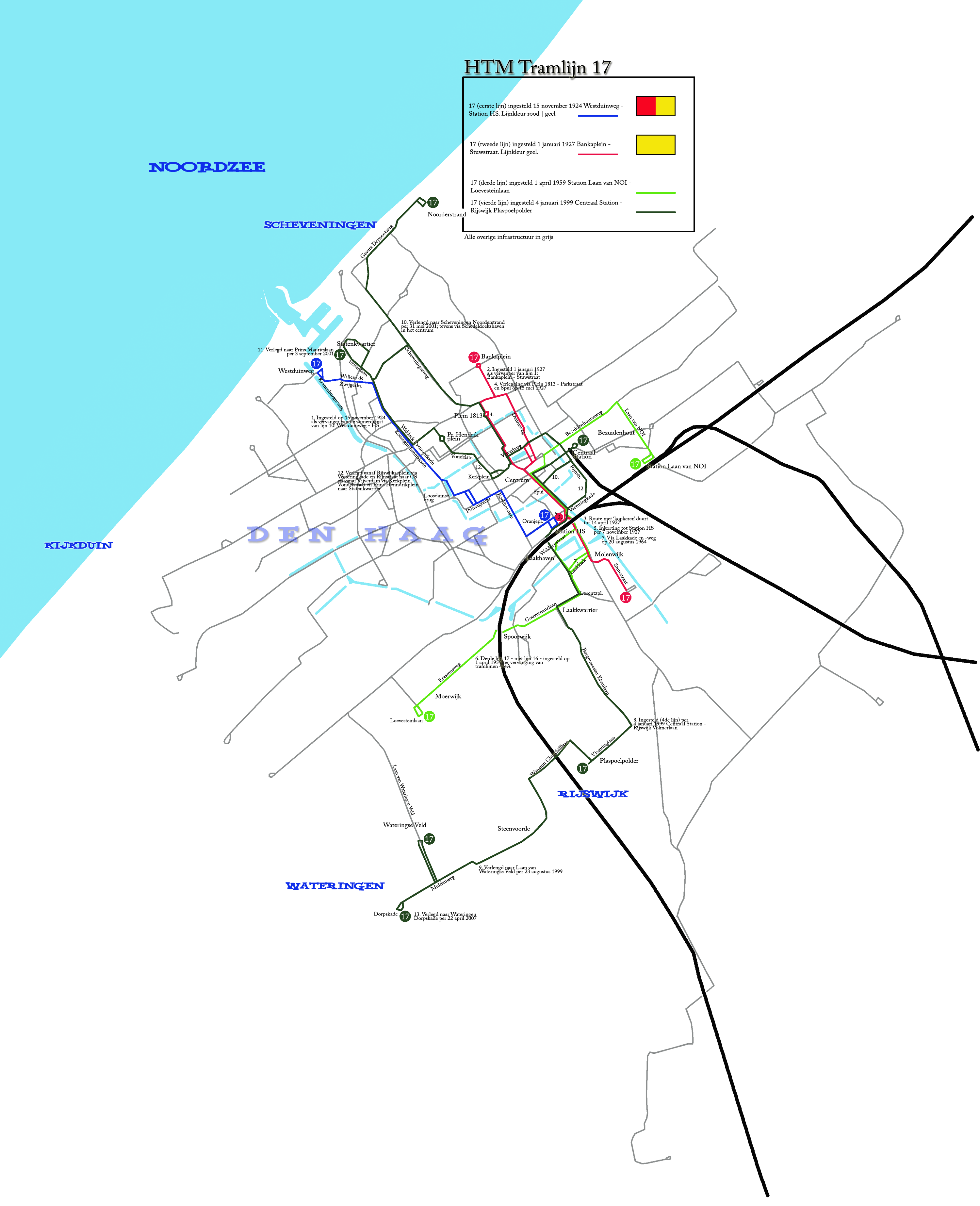
Overzichtskaart van alle lijnen 17 - tot 2011 - in het Haagse.
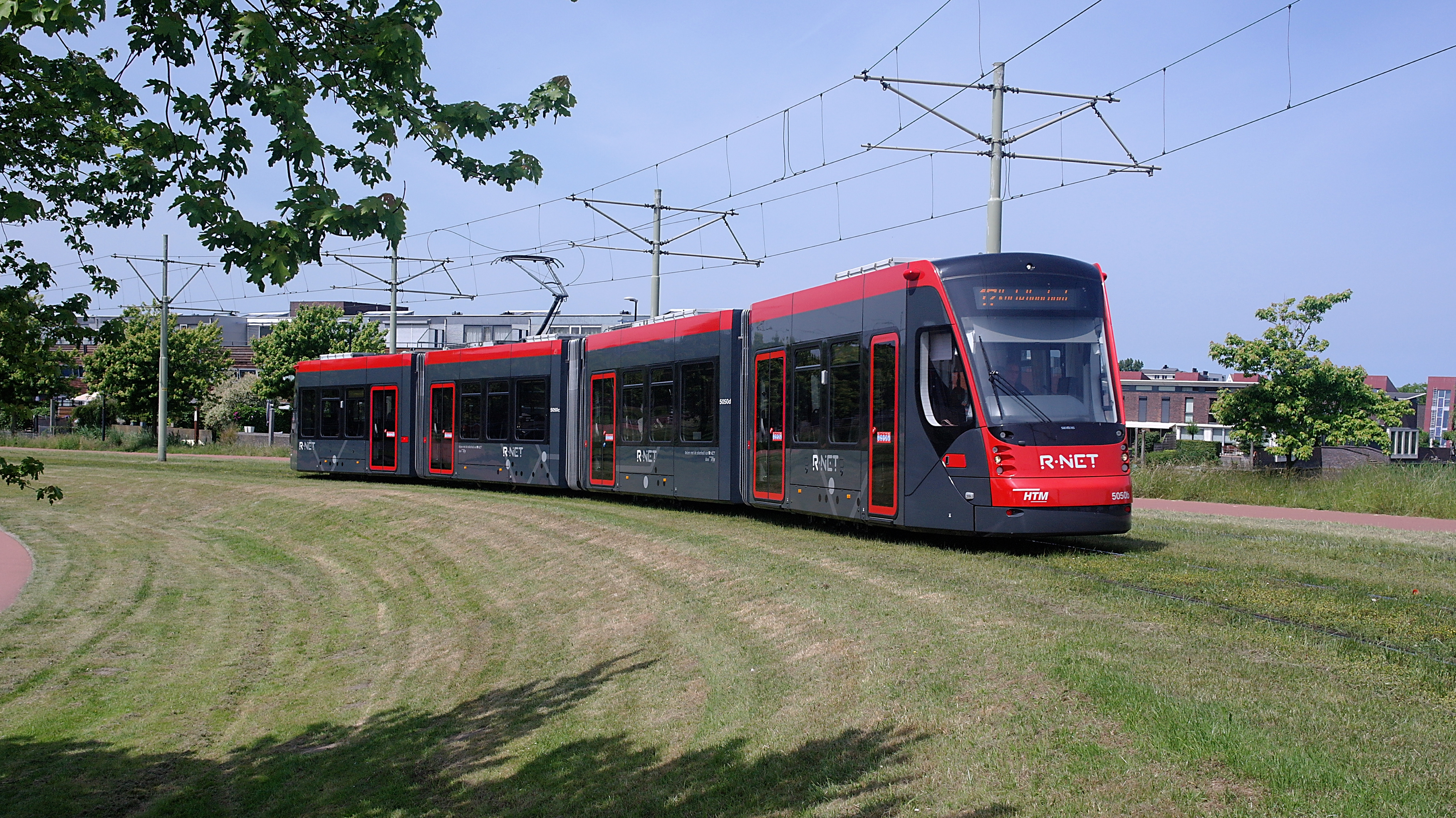
Avenio 5050 op lijn 17, Middenweg, Den Haag - 10 juni 2016